# Rigadin et les Deux Dactylos
Pour plus de détails, voir Fiche technique et Distribution.
Rigadin et les Deux Dactylos est un film muet français réalisé par Georges Monca, sorti en 1916.

## Fiche technique
- Titre : Rigadin et les Deux Dactylos
- Réalisation : Georges Monca
- Scénario :
- Photographie :
- Montage :
- Société de production : Pathé Frères
- Société de distribution : Pathé Frères
- Pays d'origine :  France
- Langue : film muet avec les intertitres en français
- Métrage : 305 mètres
- Format : Noir et blanc — 35 mm — 1,33:1 — Muet
- Genre :  Comédie
- Durée : 10 minutes
- Dates de sortie : 
  - France : 26 septembre 1916

## Distribution
- Charles Prince : Rigadin
- Clo Marra : une dactylo